# باشگاه فوتبال کراسنودار
باشگاه فوتبال کراسنودار (انگلیسی: FC Krasnodar) یک باشگاه فوتبال در شهر کراسنودار، روسیه است.
این باشگاه که در سال ۲۲ فوریه ۲۰۰۸ تأسیس شده سابقه یک نایب قهرمانی در جام حذفی فوتبال روسیه در سال ۲۰۱۴ و یک مقام سومی در لیگ برتر فوتبال روسیه را در کارنامه دارد.